# Vasco Ronchi
Vasco Ronchi (Florença, 19 de dezembro de 1897 — Florença, 31 de outubro de 1988) foi um físico italiano conhecido por seu trabalho em óptica.  Junto com Enrico Fermi, Vasco Ronchi foi estudante de Luigi Puccianti. Graduou-se em Física pela Scuola Normale Superiore em Pisa (1915-1919). Aos 18 anos, alistou-se nas forças armadas, servindo durante a Primeira Guerra Mundial.
Em 1922 publicou um trabalho descrevendo métodos de teste para óptica utilizando equipamentos simples. O teste de Ronchi é largamente utilizado na construção de telescópios amadores.
Foi presidente da 'Union Internationale d'Histoire des Sciences' da UNESCO de 1956 a 1970.